# Erwartungserwartung
Die Erwartungserwartung ist ein Theorem aus der soziologischen Systemtheorie über die Stabilisierung sozialer Situationen. Erwartungen reduzieren Komplexität in sozialen Systemen. Erwartungserwartungen sind solche Erwartungen, die sich auf die Erwartungen eines Gegenüber beziehen.
Teilnehmer sozialer Systeme haben eine Fülle von Handlungsoptionen, ihr Handeln ist also kontingent. Da das für alle Teilnehmer gilt, herrscht doppelte Kontingenz. Ohne Erwartung kann kein Teilnehmer sicher sein, wie sich der jeweils andere verhalten wird. Ohne Erwartungserwartung kann er nicht wissen, wie er sich selbst verhalten soll. Das macht soziale Systeme komplex. Damit Kommunikation gelingt, müssen die Teilnehmer nicht nur Erwartungen, sondern auch Erwartungserwartungen bilden, also wissen, welche Erwartungen der anderen Teilnehmer zu erwarten sind. Auf diese Weise kann die Handlung des einen an die Handlung des anderen anschließen, das System ist stabil.
Ein Beispiel: A und B begegnen sich im Treppenhaus und grüßen einander. A erwartet, dass B ihn grüßt, und B erwartet, dass A den Gruß erwidert. Aber A muss auch erwarten, dass B erwartet, zurückgegrüßt zu werden, so wie B erwarten muss, dass A erwartet, zuerst gegrüßt zu werden. Ohne Erwartungserwartung des jeweils anderen bleiben die eigentlichen Erwartungen von A und B unerfüllt.
Erwartungserwartungen können generalisiert werden, im Beispiel als Höflichkeitsregel oder als Teil einer Rolle. Sie sind allerdings nicht bindend, eine Erwartung kann enttäuscht werden.